# Informationstechnik
Informationstechnik (kurz IT) steht für die Technik zur Elektronischen Datenverarbeitung (EDV) und der hierzu verwendeten Hard- und Software-Infrastruktur. In industrialisierten Ländern werden erhebliche Teile der Verwaltung, Organisation, Kommunikation und Unterhaltung mit Mitteln der Informationstechnik realisiert. Bestimmende Grundlagen der Informationstechnik sind die digitale Mikroelektronik, die Softwaretechnik und die EDV-Organisation. Ihre wissenschaftliche Behandlung erfolgt in der Informatik.
Eigentlich versteht man unter dem Begriff speziell elektronische Informationstechnik (EIT), zur Informationstechnik gehören auch nicht-elektronische Systeme (wie die anfangs rein elektrische Telefonie und Telegraphie). Der eigentliche Fachbegriff ist aber (elektronische) Informations- und Datenverarbeitung (EID), der die anfangs getrennten Techniken der Kommunikationsmedien (‚Information‘ im ursprünglichen Sinne der Mitteilung) und der Datenverarbeitung im engeren Sinne (EDV-Anwendungen zur programmierten Bearbeitung von Akten, Zahlenreihen, Tabellen usw.) zusammenfasst. Da die beiden Begriffe Information und Daten heute in der Praxis inhaltlich weitgehend verschmolzen sind, wie auch Technik und Verarbeitung nicht zu trennen sind, wird der Ausdruck „IT“ für den gesamten technologischen Sektor verwendet.
Die Ausdrücke Informationstechnik und Informationstechnologie können – im nichtwissenschaftlichen Bereich – als synonym angesehen werden: Unter „Technik“ versteht man üblicherweise allenfalls speziell die konkrete praktische Umsetzung (Anwendung), unter „Technologie“ die Forschung und Entwicklung und die theoretischen Grundlagen. In dem hochinnovativen Sektor wie auch bei Software ist das kaum trennbar.
Als zeitgemäße Veranschaulichung zur Einordnung der IT in übergeordnete Systeme eignet sich eine Betrachtung im 3-Ebenen-Modell. Sie zeigt verbundene technische Systeme und deren Nutzen für einzelne User oder für Prozesse in Organisationen:

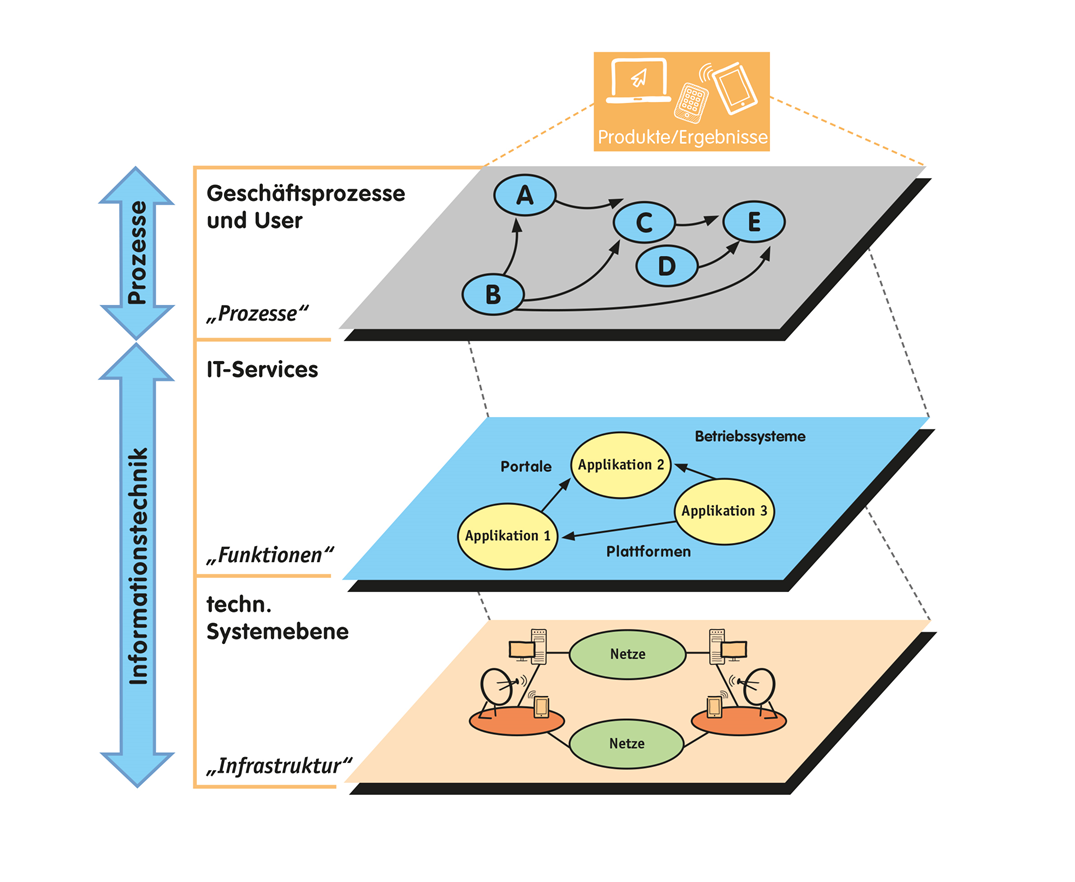
Übersicht der Prozesse der Informationsverarbeitung und der Informationstechnik in einem schematisch vereinfachten 3-Ebenen-Modell der IT

1. IT-User und IT-basierte Organisationsprozesse
2. IT-Funktionen: Services und Applikationen / Portale und Betriebssysteme
3. IT-Infrastruktur(en) als technische Basis

Eine andere Sicht auf die IT, die Sicht der durch die IT angebotenen Dienste, bietet das Konzept SOA (Serviceorientierte Architektur).
Obwohl die Software-Entwicklung rein begrifflich auch als Teil der IT verstanden werden kann, wird sie üblicherweise als getrenntes Fachgebiet behandelt. Vor allem in größeren Unternehmen wird die Bereitstellung von Hardware, Infrastruktur und Anwendungen von dedizierten Abteilungen übernommen, die von der Produktentwicklung abgekoppelt sind.

## Gebiete
Vier Teilgebiete werden heute teils unterschieden:
- Business-IT beinhaltet die IT von Handel, Börse, Versicherungen, Banken und Steuerwesen.
- Industrielle IT befasst sich mit der Vernetzung der Maschinen in Herstellungs- und Produktionsprozessen innerhalb eines Werkes, zunehmend aber auch über die Werk- und Firmengrenzen hinweg (Wertschöpfungskette). Neuerdings wird die Industrielle IT direkt an die Geschäftsprozesse angebunden. So entstehen etwa Schnittstellen zwischen den Bussystemen, die die Maschinen steuern, und den Ressourcen-Planungs-Systemen (ERP-Software).

„Eine gebräuchliche Bezeichnung im Einsatzgebiet industrieller IT ist der Fachbegriff Operational Technology (OT), der versucht, alle interagierenden Komponenten in komplexen und abhängigen Systemen zu beschreiben. Diese Komponenten werden meist über SCADA-Systeme hochintegriert gesteuert und überwacht.“

- Kommunikations-IT befasst sich mit dem Einsatz der Telekommunikation.
- Unterhaltungs-IT befasst sich mit Spielgeräten und Multimedia-Anwendungen.

## Bedeutung
Die Informationstechnik stellt ein Bindeglied zwischen der klassischen Elektrotechnik und der Informatik dar. Das wird z. B. dadurch ersichtlich, dass sich viele elektrotechnische Fakultäten von Hochschulen und Abteilungen höherer Schulen (z. B. Höhere Technische Lehranstalten, HTLs) in „Informationstechnik“ oder zumindest in „Elektrotechnik und Informationstechnik“ bzw. „Informationstechnologie“ umbenennen.
Der Informationstechnik nahe ist die Technische Informatik, die sich unter anderem mit Schaltnetzen und -werken sowie dem Aufbau und der Organisation von Computern beschäftigt. Aber auch die (Hardware-)Aspekte der Ausgabe- und Eingabegeräte, also klassische und zukünftige Mensch-Maschine-Schnittstellen (Human-Computer Interfaces), gehören in diesen Bereich.
Digitale Signalverarbeitung und Kommunikationstechnik sind wiederum Grundlage für Rechnernetze. Das Zusammenwachsen von Informationstechnik, Telekommunikation und Unterhaltungselektronik wird daher auch oft als Informations- und Kommunikationstechnik (IuK) oder Informations- und Telekommunikationstechnik (ITK) bezeichnet.
Entwicklungen der IT haben in den letzten Jahrzehnten viele Bereiche in der Arbeitswelt verändert, so neben der Wirtschaft auch die Wissenschaft. Hierbei ist auch die Erforschung und Entwicklung der Mensch-Computer-Interaktion zunehmend relevant geworden.
Durch den verbreiteten Einsatz von IT hat diese durch ihren Ressourcenverbrauch auch einen erheblichen Einfluss auf das Ökosystem der Erde. Nachhaltige und umweltfreundliche IT wird als Grüne IT bezeichnet.

## Sicherheit
Die Informationstechnik wird von Unternehmen, der Verwaltung, Vereinen, privaten und sonstigen Anwendern genutzt. Für einen reibungslosen Ablauf ist die Sicherheit von hoher Bedeutung. Ohne Schutzmechanismen können Hacker, Cracker oder Scriptkiddies die Infrastruktur durch Schadprogramme oder andere Manipulationen wie Überlastung stören oder schädigen. Durch Schutzsoftware und weitere präventive Maßnahmen kann den Attacken vorgebeugt werden.

## Wachstum der weltweiten Kapazität der Informationstechnik
Das Wachstum der globalen Kapazität der Digitaltechnik wurde in drei unterscheidbaren Gruppen quantifiziert:
- Die wachsende Kapazität, Information durch den Raum zu übertragen (Kommunikation);
- die Kapazität, Information durch die Zeit zu übermitteln (Speicherung); und
- die Kapazität, mit Information zu rechnen (Informatik):[4]

1. Die effektive Kapazität der Weltinformationen durch das (bidirektionale) Telekommunikationsnetz betrug 280 (optimal komprimierte) Petabyte 1986, und 20 % davon wurden in digitalen Netzwerken übertragen. Im Jahr 2007 wuchs diese weltweite Kapazität auf 65 (optimal komprimierte) Exabyte, wobei 99,9 % der übermittelten Information in digitalen Bits übertragen wurden. Dies ist eine jährliche Wachstumsrate von 30 % und fünfmal so schnell wie das weltweite Wirtschaftswachstum.[5]
2. Die globale technologische Kapazität, Informationen zu speichern, ist von 2,6 (optimal komprimierten) Exabyte im Jahr 1986 auf 300 (optimal komprimierten) Exabyte im Jahr 2007 gewachsen, wobei 1986 weniger als 1 % der globalen Speicherkapazität digital war, und 2007 fast 95 %.[5] Dies ist das informationale Äquivalent von 404 Milliarden CD-ROMs für 2007. Es wird angenommen, dass es der Menschheit 2002 erstmals möglich war, mehr Information digital als im Analogformat zu speichern; quasi der Beginn des „digitalen Zeitalters“.[4]
3. Die technologische Kapazität der Welt, Informationen mit digitalen Mehrzweck-Computern zu berechnen, ist von 3,0 × 108 MIPS im Jahr 1986 bis zu 6,4 × 1012 MIPS im Jahr 2007 gewachsen,[5] was einer jährlichen Wachstumsrate von 60 % entspricht, also zehnmal schneller als das globale Wirtschaftswachstum.

## Lehrberuf in Österreich
In Österreich ist Informationstechnologie auch ein anerkannter Lehrberuf im Sinne des Berufsausbildungsgesetzes. Die Ausbildung spaltet sich dabei schon zu Beginn an in die zwei getrennten Bereiche Informatik und Technik, die Lehrzeit bleibt mit 4 Jahren jedoch gleich. Während das Hauptaugenmerk der Informatik-Ausbildung mehr um die Programmierung und Anpassung von Software kreist, ist die Technik-Ausbildung mehrheitlich Hardware-spezifisch.